# Highschool des Grauens
Highschool des Grauens (Originaltitel: Splatter University) ist ein US-amerikanischer Slasher-Film aus dem Jahr 1984 von Richard W. Haines. Der Film hatte seine Filmpremiere in den USA am 13. Juli 1984.

## Handlung
Ein geisteskranker Patient tötet bei seiner Flucht aus einer psychiatrischen Anstalt einen der dortigen Bediensteten. Drei Jahre später wird an einer katholischen Universität eine Lehrerin ermordet. Die Lehrerin Julie Parker tritt die Nachfolge der Ermordeten an. In ihrer Kollegin Cynthia findet sie eine neue Freundin, und ihr Kollege Mark Hammond hat Interesse an ihr. Dann ermordet ein unbekannter Killer eine Studentin und weitere Morde folgen. Julie hegt einen Verdacht, wer der Mörder sein könnte, und bringt sich damit selbst in ernste Gefahr.

## Kritik
Das Lexikon des internationalen Films meint dazu: "Ein für die Produktionsfirma Troma typischer "Slasher"-Film, der eine billige Herstellung mit möglichst vielen abstoßenden Szenen und Sensationen kompensiert."